# Blabia piscoides
Blabia piscoides là một loài bọ cánh cứng trong họ Cerambycidae.